# Elsa-Beskow-Plakette
Die Elsa Beskow-Plakette ist neben der Nils-Holgersson-Plakette eine renommierte Auszeichnung des Schwedischen Bibliotheksverbandes. Mit ihr wird seit dem Jahr 1958 jährlich das „Beste schwedische Bilderbuch“ oder das „Beste illustrierte Kinderbuch“ ausgezeichnet. Der Preis ist nach der schwedischen Kinderbuchautorin, Malerin und Illustratorin Elsa Beskow benannt und mit derzeit (2021) 25.000 Kronen dotiert.

## Preisträger
- 1958: Tove Jansson, Trollvinter
- 1959: Martin Lamm, All världens vackra sagor
- 1960: Ulf Löfgren,	Barnen i djungeln
- 1961: Eva Billow, Filippa Hallondoft
- 1962: —
- 1963: Anna Riwkin-Brick, Gesamtwerk
- 1964: Fibben Hald, Katten blåste i silverhorn
- 1965: Stig Södersten, Gesamtwerk
- 1966: Lasse Sandberg, Lilla spöket Laban
- 1967: Poul Ströyer, Gesamtwerk
- 1968: Eric Palmquist, Gesamtwerk
- 1969: Ilon Wikland, Gesamtwerk
- 1970: Inga Borg, Gesamtwerk
- 1971: Björn Berg, Emil i Lönneberga; Teskedsgumman
- 1972: Harald Gripe, Maria Gripes böcker
- 1973: Kaj Beckman, Gesamtwerk
- 1974: Sven Hemmel, Gesamtwerk
- 1975: Mats Andersson, Gesamtwerk
- 1976: Harald Wiberg, Den stora snöstormen
- 1977: Jan Lööf, Skrot-Nisse
- 1978: Thomas Bergman, Vem förstår oss
- 1979: Gunilla Bergström, Ramsor och tramsor om Bill och Bolla
- 1980: Tord Nygren, Gesamtwerk
- 1981: Eva Eriksson, Mamman och den vilda bebin
- 1982: Ann-Madeleine Gelotte, Tyra i 10:an Odengatan
- 1983: Cecilia Torudd, Daghemmet Rödmyran
- 1984: Lena Anderson, Maja tittar på naturen
- 1985: Bengt Arne Runnerström, Arhuaco Sierra Nevada
- 1986: Anna-Clara Tidholm, Gesamtwerk
- 1987: Lars Klinting, Gesamtwerk
- 1988: Anna Höglund, Jaguaren
- 1989: Sven Nordqvist, Pettson, Findus; Nasse
- 1990: Gunna Grähs, Gesamtwerk
- 1991: Bodil Hagbrink, Barnen från Tibet
- 1992: Olof Landström, Nisse hos frisören; Herr Bohm och sillen
- 1993: Pija Lindenbaum, Bra Börje
- 1994: Anna Bengtsson, Barnvaktsbarn; Fredrik Matsson blir kär
- 1995: Eva Lindström, Gunnar i granskogen
- 1996: Lisa Örtengren,	Dockvandringen
- 1997: Pernilla Stalfelt, Hårboken
- 1998: Mati Lepp, ABCD-boken
- 1999: Jockum Nordström, Var är Sailor och Pekka
- 2000: Stina Wirsén, Rut och Knut ställer ut
- 2001: Ann Forslind, Gesamtwerk
- 2002: Jeanette Milde, När jag mötte Carl Einar
- 2003: Jens Ahlbom, Gesamtwerk
- 2004: Annika Samuelsson, Snurran och den osande abborren
- 2005: Kristina Digman, Gesamtwerk
- 2006: Gunilla Ingves, Nalle Bruno
- 2007: Charlotte Ramel, Gesamtwerk
- 2008: Staffan Gnosspelius, Gå och bada, Mister Räf!
- 2009: Lotta Geffenblad, Gesamtwerk
- 2010: Inger Rydén, Den lilla hunden
- 2011: Lena Sjöberg, Tänk om…
- 2012: Sara Lundberg, Vita Streck och Öjvind
- 2013: Emma Adbåge, Lenis Olle
- 2014: Per Gustavsson, Skuggsidan
- 2015: Annika Thor, Maria Jönsson, Flickan från långt borta
- 2016: Viveka Sjögren, Om du skulle fråga Micha
- 2017: Emma Virke, Klä på Herr H.
- 2018: Lisen Adbåge, Samtidigt som
- 2019: Kristin Lidström
- 2020: Alexander Jansson, Tassemarker
- 2021: Johan Egerkrans, Gesamtwerk
- 2022: Jonas Tjäder und Maja Knochenhauer, Bokstavshusen
- 2023: Kerstin Elias Costa, Fjärilshuset
- 2024: Aron Landahl, Alla äter alla